# Pinass

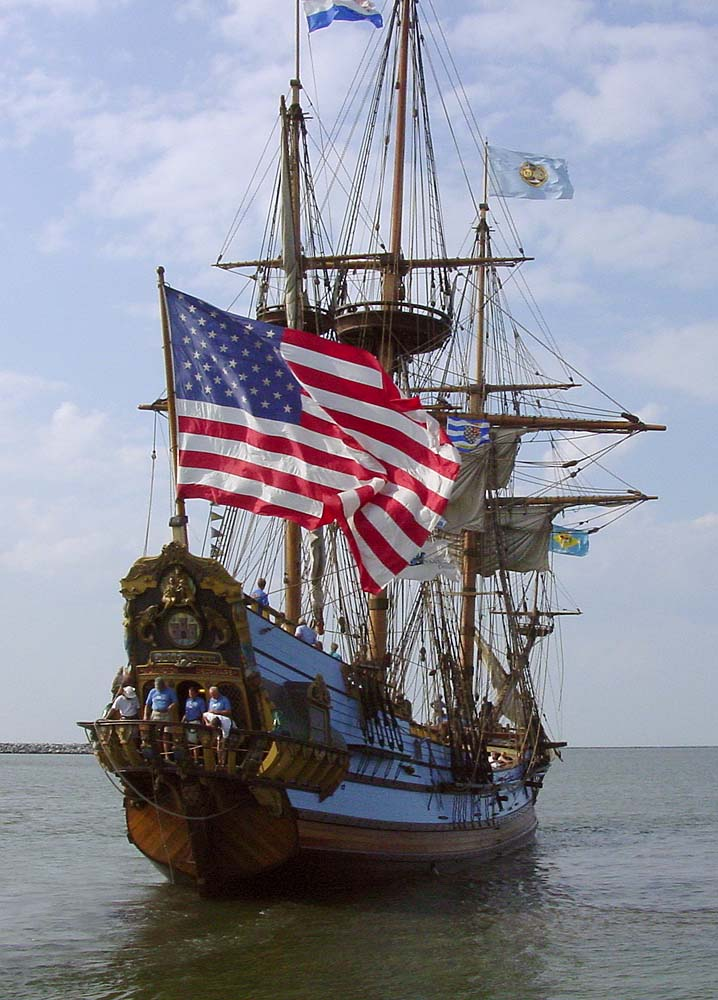
En replik av Kalmar Nyckel, en fullriggad pinass.

Pinass (eng. pinnace, fr. pinasse, ty. Pinassschiff, av lat. pinus, fura), litet skonerttacklat fartyg, som i slutet av 1500-talet började införas i svenska flottan; till större örlogsfartyg hörande båt eller mindre slup.
Pinassen kan också vara ett litet fullriggat fartyg. Detta slags pinasser användes både som krigs- och handelsfartyg. I motsats till den samtida flöjten var den plattgattad. Konstruktionsritningen (en av de äldsta av sitt slag) för en pinass från 1670 finns bevarad; det avbildade fartyget har ett enda däck, ett kort halvdäck, hytta, och en hög back. Det fanns större, dubbeldäckade pinasser, och det är svårt att säga var gränsen gick till en fregatt.

## Exempel
- Kalmar Nyckel, byggd i Holland 1625
- Falken, sjösatt på Stockholms sjögård 1631